# Currie Cup 1925
La Currie Cup de 1925 fue la decimocuarta edición del principal torneo de rugby provincial de Sudáfrica.
El campeón fue el equipo de Western Province quienes obtuvieron su decimoprimer campeonato.

## Sistema de disputa
El torneo se disputó en formato liga donde cada equipo se enfrentó a los equipos restantes, obteniendo 2 puntos por victoria, 1 por empate y 0 por la derrota.

## Clasificación
| Pos. | Equipo                  | Encuentros | Encuentros | Encuentros | Encuentros | Tantos | Tantos | Tantos | Puntos |
| Pos. | Equipo                  | PJ         | PG         | PE         | PP         | F      | C      | Dif    | Puntos |
| ---- | ----------------------- | ---------- | ---------- | ---------- | ---------- | ------ | ------ | ------ | ------ |
| 1.º  | Western Province        | 8          | 8          | 0          | 0          | 155    | 37     | +118   | 16     |
| 2.º  | Orange Free State       | 8          | 6          | 0          | 2          | 102    | 62     | +40    | 12     |
| 3.º  | Transvaal               | 8          | 5          | 1          | 2          | 100    | 45     | +55    | 11     |
| 4.º  | Eastern Province        | 8          | 4          | 0          | 4          | 94     | 57     | +37    | 8      |
| 5.º  | Border                  | 8          | 4          | 0          | 4          | 93     | 90     | +3     | 8      |
| 6.º  | Natal                   | 8          | 3          | 1          | 4          | 67     | 68     | -1     | 7      |
| 7.º  | Western Transvaal       | 8          | 3          | 0          | 5          | 43     | 140    | -97    | 6      |
| 8.º  | Griqualand West         | 8          | 0          | 2          | 6          | 22     | 86     | -64    | 2      |
| 9.º  | South Western Districts | 8          | 1          | 0          | 7          | 49     | 140    | -91    | 2      |

## Campeón
| Bandera de Sudáfrica     |
| Campeón Western Province |
| Décimo primer título     |